# Église Saint-Barthélemy de Bouzic
Pour les articles homonymes, voir Église Saint-Barthélemy.
L'église Saint-Barthélemy est une église catholique située à Bouzic, en France.

## Localisation
L'église est située dans le village d'Bouzic, en Périgord noir, dans le département français de la Dordogne.

## Historique
L'église romane du XIIe siècle ne comprenait qu'une seule nef avec un transept. Le chœur en cul-de-four. Le clocher plat est de forme triangulaire. L'accès à l'église se fait par un porche du XVe siècle.
L'édifice est inscrit au titre des monuments historiques le 6 décembre 1948.